# Bergfrid
Bergfrid je visok stolp, ki se ga običajno najde na gradovih iz srednjega veka v državah nemško govorečega prostora in državah pod nemškim vplivom. Opisujejo ga kot »prostostoječi, borbeni stolp.« Njegova obrambna funkcija je do neke mere podobna keep v angleških ali donjon v francoskih gradovih. Vendar značilna razlika med bergfridom in drugima dvema leži v dejstvu, da bergfrid običajno ni bil namenjen za trajno bivališče.

## Pregled
Bivalni deli gradu z bergfridom so ločeni, pogosto v spodnjem stolpu imenovani palacij (v angleškem slogu keep združuje obe funkciji - bivanje in obrambo.) Zato je bil lahko bergfrid zgrajen kot visok vitek stolp z malo notranjih sob, nekaj oboki in malo okni. Bergfrid je služil kot opazovalni stolp in kot pribežališče v času obleganj (vsaj če je bilo obleganje relativno kratko). Razlika med bergfridom in drugimi bivalnimi stolpi ni vedno jasna, saj je bilo na tisoče teh stolpov zgrajenih v veliko različicah. Obstaja nekaj francoskih keepov samo z asketskimi bivalnimi prostori, medtem ko so bili nekateri poznejši bergfridi v Nemčiji bivalni (Otto Piper, 1900).
Za maksimalno zaščito je bil bergfrid nameščen v središču notranjega obzidja gradu in popolnoma ločen od podgradja. Lahko pa bi bil blizu ali proti zunanji steni - kurtini - na najbolj ranljivi strani kot dodatna zaščita, ali celo štrlel iz stene. Na primer, Marksburg ima bergfrid v središču, grad Katz na najverjetnejši smeri napada. Nekateri, kot Münzenberg in grad Plesse, imajo dva bergfrida.
Zunaj Nemčije, so imeli križarski gradovi kot Montfort in Jiddin, zgrajena od tevtonskega reda, pomembne stolpe, ki jih nekateri avtorji primerjajo z bergfridi (Kennedy 2000, Folda 2005), češ da so ti gradovi bolj v Porenju kot krajevna križarska tradicija vojaške arhitekture.
Grad Eynsford v Kentu je redek angleški primer, kjer je bergfrid osrednji element oblikovanja.

## Etimologija
Beseda bergfrid, včasih perfrit, berchfrit ali berfride in veliko podobnih različic v srednjeveških dokumentih, ne pomeni samo grajski stolp, ampak je bil uporabljen za opis večine drugih vrst stolpov, kot oblegovalni stolpi, zvoniki (primerjava s sorodnim belfried ali zvonik) ali stavbe za shranjevanje. Glavni stolp gradu je bil pogosto preprosto imenovan »stolp« (turm) ali »velik stolp« (grosser turm). V pozno srednjeveških dokumentih v nizki nemščini pa se pojmi berchfrit, berchvrede in podobne različice pogosto pojavijo v povezavi z manjšimi gradovi.
Nemške raziskave gradov v 19. stoletju so uvedle bergfrid ali berchfrit kot splošni izraz za nestanovanjski glavni stolp in to se je uveljavilo v virih.
Etimološki izvor besede je nejasen. Obstajajo teorije o tem, da je izpeljana iz srednje visoke nemščine ali latinščine ali celo iz grške besede, ki so jo prinesli iz križarskih vojn. Razlage, pogosto izražene v starejših virih, da je bergfrid  dobil ime po frazi weil er den Frieden berge (»saj varuje mir«), torej tisti, ki zagotovlja varnost gradu, ni mogoče potrditi.

## Razvoj in oblika
Bergfrid se je uveljavil kot nov tip stavbe v 12. stoletju in od okoli 1180 do 14. stoletja vse bolj postal značilnost srednjeevropskih gradov. Številni primeri iz tega obdobja so ohranjeni skoraj v polni višini. Vendar pa izvor modela ni povsem jasen, saj so stolpi iz obdobja pred 12. stoletjem skoraj v celoti izkopani arheološko in so ohranjeni le najnižji deli. Posamezni primeri (kot je bergfrid Habsburg) prav tako lahko datiramo že v drugo polovico 11. stoletja.  Predhodnik bergfrida je utrjena stolpna hiša, ki se v zahodnoevropsko imenuje donjon ali keep. 
Bivalni stolpi so bili pogosti že pred prihodom bergfrida v nemško govoreče države; prekurzor najdemo, na primer, v lesenem stolpu mota in njegovi podgradnji. Bivalno-obrambni gradovi (tudi donžoni) združujejo dve kontrastni funkciji, udobno bivanje in utrdbo. Bergfrid pa se je odpovedal stanovanjski funkciji bivalno-obrambnega gradu v prid svojim obrambnim namenom. Hkrati so nove oblike neutrjenih stanovanjskih zgradb postale priljubljene kot palacij in bile vključena v grajsko konstrukcijo. Pojav bergfrida je tako jasno povezana z razločevanjem življenja in utrdbe v gradu. V zahodni Evropi pa je donjon ali keep, s svojo kombinacijo domačih in obrambnih nalog, še vedno prevladoval v času srednjega veka.
Pogosto bergfrid tvori glavni stolp v središču gradu ali je pozicioniran kot stolp obzidja na glavni aveniji napada gradu (zlasti v primeru čelnih gradov). Lahko je izoliran samostojno med drugimi zgradbami gradu ali združen, da z njimi tvori združen stavbni kompleks. Vendar pa je bergfrid običajno samostojen element, ki notranje ni povezan z drugimi stavbami in ima svoj dostop. To je tako imenovan povišan vhod, tj. vhod, ki se nahaja na nivoju zgornjega nadstropja stolpa in je dostopen preko lastnega mostu, stopnic ali lestev.
Bergfridi imajo običajno kvadraten ali okrogel tloris, obstajajo pa tudi petkotniški stolpi, medtem ko so osemkotniški precej redki. Obstaja tudi nekaj primerov bergfridov z nepravilnimi mnogokotniškimi tlorisi. Redka oblika je trikotniški bergfrid gradu Grenzau v bližini Höhr-Grenzhausen ali pa gradu Rauheneck blizu Baden pri Dunaju. Stolpi s trikotniškim in petkotniškim tlorisom so vedno imeli vogal s pogledom na glavno linijo napada na gradu.
Bergfrid je v povprečju visok od 20 do 30 metrov, čeprav grad v Forchtensteinu na Gradiščanskem v Avstriji in grad Freistadt dosežeta višino 50 metrov. V primerjavi z bivalno-obrambnim gradom, ki zaseda relativno veliko površino, ker ima izdelano notranjo postavitev z dnevno sobo, dvorano, kuhinjo, itd., ima bergfrid navadno veliko manjši tloris, ki, čeprav je podobne višine dot bivalno-obrambni grad, daje z vitkostjo videz stolpa. Kot stavba ima bergfrid še močnejši vertikalni poudarek kot bivalno-obrambni grad.
Za gradbeni material je običajno uporabljen krajevni kamen, pridobljen po možnosti v neposredni bližini mesta gradu. Na področjih, kjer je kamna ni, so uporabljali opeko ali kamen iz polj. Zidarska dela so izvedena zelo pazljivo, robovi so poudarjeni z rustiko iz klesanca. Bergfrid je lahko ometan ali ne. Lep primer so stolpi iz obdobja Hohenstaufen, ki so bili v celoti sestavljeni iz rustikalnih klesancev. Stolpni jašek (to je osrednji del stolpa med bazo in zgornjim nadstropjem) navadno ni imel ali zelo malo oken; če so obstajala, so bile le zelo ozke vertikalne reže.
Velikanska debelina zidov v kleti v mnogih bergfridih (1,5 do 3 m) se običajno bistveno zmanjša na notranji strani stolpa na nivoju zgornjega nadstropja. Na tako nastalem zidnem odstavku so ležali leseni stropi, ki so služili za razdelitev na različne etaže. Najnižja tla in najvišje nadstropje so pogosto pokriti s kamnitim obokom. Širine stolpov so 6 do 14 m, višine 18 do 30 m. Včasih so ozka stopnišča vključena v zid, da se je omogočilo eni osebi vzpeti se v stolp. Bolj pogosto pa so bile etaže povezane z lesenimi stopnicami ali lestvami. Nekateri bergfridi imajo omejen bivalni prostor in celo majhne kamine lahko najdemo v zgornjih nadstropjih. Te ogrevane sobe so običajno uporabljali stražarji.
Na mnogih bergfridih prvotne zasnove vrha stolpa ni mogoče natančno ugotoviti. Po eni strani je to zato, ker so vrhovi zidov uničeni in leseni elementi prepereli, po drugi strani pa zato, ker so bili bergfridi v gradovih, ki so bili še naseljeni v sodobnem času in pogosto obnovljeni zgornji deli (npr. grad Stein, grad Rochsburg oba blizu Zwickaua). Poleg tega so nekateri stolpi, ki izgledajo na prvi pogled srednjeveško, v resnici historicistične kreacije iz 19. stoletja (na primer dvorec Wartburg iz leta 1850) in nekateri so celo romantične predstave srednjeveške grajske arhitekture (Château du Haut-Kœnigsbourg, 1909). Pozne srednjeveške stolpne krone so ohranjene bolj pogosto ali pa jih je včasih mogoče rekonstruirati na podlagi skic (predvsem iz 16. in 17. stoletja).
Teraso ali borbeno ploščad je prvotno pogosto obdajalo obzidje z vencem cin ali z lesenim konzolnim obrambnim hodnikom. Občasno so cine ohranjene v prvotnem stanju, zlasti tam, kjer so bile zaščitene s poznejšo streho ali drugo nadgradnjo. Borbena ploščad je lahko odprta ali pokrita s streho. Odvisno od tlorisa stolpa, je bodisi šotorasta, dvokapna ali stožčasta streha, kasneje a zelo redko tudi zidan zatrep. Streho sestavlja leseno ogrodje prekrito s ploščicami ali skrilavec, alternativno, je bil trden kamen. Pogosto je zajela celotno borbeno ploščad, tako da je streha slonela na obzidju. V drugih primerih je bila umaknjena nazaj, tako je med streho in obzidjem nastal odprt mostiček (na primer gradova Rudelsburg in Osterburg). Pri pokritih ploščadih je bil stolp okronan z okenskim nizom namesto cin, ki so nudila panoramski pogled na okolico in omogočala uporabo orožja na dolge razdalje. Kamne in vrele tekočine je bilo mogoče spuščati skozi talne odprtine obrambnega hodnika, nekateri so imeli konzolne izlivnice. Mašikuli so se začeli uporabljati v 12. stoletju. V poznem srednjem veku, so stolpe pogosto krasili vogalni stolpiči in drugih podobni objekti.
Večja balistična orožja ali katapulte so le redko postavljali na borbeno ploščad.
Veliki gradovi (npr. grad Münzenberg) in družinski gradovi (ganerbenburg) (gradovi v lasti več kot ene družine hkrati), so včasih imeli več bergfridov iz statusnih ali varnostnih razlogov. Sestavljen iz notranje podgradnje in dveh zunanjih podgradenj, je zelo velik grad Neuenburg, prebivališče deželnega grofa Turingije v Freyburgu, Nemčija, ima bergfrid v vsakem delu gradu, skupaj tri. Izredno velik cesarski grad Kyffhausen v gorovju Kyffhäuser v Nemčiji je sestavljen iz zgornjega, srednjega in spodnjega podgradja. V zgornjem in srednjem delu sta znana bergfrida ohranjena vsaj v ostankih. 
- 53 m visok bergfrid gradu Osterburg v Weidi, Turingija
- Petkotniški bergfrid gradu Frauenstein blizu Wiesbadna, Nemčija. Streha in stopnišče sta rekonstruirana
- Bergfrid ministerialnega gradu v škofiji Kempten: dva dela, bivalni glavni stolp gradu Vilsegg, Tirolska, Avstrija. Luknje v steni kažejo, kje je bil včasih strop
- Velik grad z 2 bergfridoma: hesenški grad Münzenberg, osrednja Nemčija
- Vodni grad v Niederroßla s 57 m visokim bergfridom v Nemčiji
- Grad Maus z okroglim bergfridom
- Marksburg: bergfrid ima kvadratni spodnji del, nadgrajen z okroglim zrgornjim delom
- Kvadratni bergfrid Friderikov stolp, Celjski grad

### Osemkotniški bergfrid
Redka oblika je osemkotniški bergfrid. Prvič se je pojavil v nekaj gradovih iz obdobja Stauferjev v Baden-Württembergu, v Alzaciji in v južni Italiji. Najbolj znan je bergfrid na gradu Steinsberg. Stolp Friderika II. v Enni ima osemkotniški bergfrid s simetričnim osemkotniškim obzidjem. Osemkotniški bergfrid gradu Grafenstein velja za poseben primer, v katerem je bil podzidek na strani, ki gleda na linijo napada razširjen, da tvori trikotnik, tako da je stolp sedemkotnik.
V obdobju po Stauferjih, so se osemkotniški bergfridi pojavili v opečnih gotskih gradovih. Osemkotniška oblika je bila sprejeta zaradi gradnje iz opeke, saj so kotne oblike primernejše kot okrogle. Različica je osemkotniški stolp na kvadratnem podstavku. Na osnovi gradov tevtonskega reda, je ta vrsta stolpov pogosta tudi v srednji Poljski (npr. Brodnica, Człuchów, Lidzbark Warmiński). Občasno imajo gradovi tevtonskega reda takšne stolpe, ki niso iz opeke (npr. Paide).
- Stolp Friderika II. v Enni, Sicilija.
- Grad Kruszwica na Poljskem

## Funkcija
Bergfrid je večnamenski objekt, ki bi lahko imel različne obrambne funkcije, ki pa je imel tudi statusni pomen. V zadnjem desetletju 20. stoletja je prišlo do razprave na področju raziskav gradov o tem, ali bi bilo mogoče funkcijo bergfrida na kratko opredeliti kot »utrdbe ali (bolj verjetno) statusni simbol«. O tem se še niso zedinili.

### Obramba
S svojo ogromno maso zidov - podzidek je še trdnejši v nekaterih primerih - je stolp ponudil pasivno zaščito za področje gradu za njim. Zaradi tega je na številnih gradovih bergfrid nameščen na glavni aveniji napada, pogosto postavljen v sprednjem delu obrambnega zidu. Tako je bil bergfrid sposoben opravljati podobno funkcijo ščitni zid. To še posebej velja za gradove, v katerih so med seboj povezani ščitni zid in bergfrid kot ena konstrukcijska enota (npr. grad Liebenzell v Schwarzwaldu). Tako imenovani »dvojni bergfrid«, kot je ta v Greifensteinu v Hessnu in gradu Rochlitz na Saškem, v nekem smislu predstavlja vmesno fazo med položajem bergfrida in ščitnega zidu, kjer sta tesno razporejena stolpa povezana z ozkim delom ščitnega zidu.
Bergfrid s petkotniškim ali trikotniškim tlorisom večinoma leži v vogalu soočen z glavno linijo napada, kar je povezano tudi s funkcijo ščita: kamniti izstrelki s katapulti so se bočno odbijali pod poševnim kotom udarca. V nekaterih primerih so bili take poševne napadne stranice (nemško prallkeile) dodane na stolp tudi kasneje, in jih najdemo celo na stolpih s sicer krožnim tlorisom (npr. grad Zvíkov na Češkem in Forchtenstein na Gradiščanskem v Avstriji). Kvadratni bergfrid bi bil lahko zgrajen tudi s tem namenom.
- Kombinacija ščitnega zidu in bergfrida pri gradu Liebenzell, južna Nemčija
- Dvojni stolp gradu Greifenstein, Hessen, Nemčija
- Tlorisi različnih bergfridov s poševnimi napadnimi stranicami

### Opazovanje
Ker je bil bergfrid najvišja stavba v gradu, je po navadi deloval kot stražni in/ali opazovalni stolp. V zgornjem nadstropju ali borbeni ploščadi je bilo mogoče opaziti v bližnjo in daljno okolico gradu. Stražar je lahko zgodaj opozarjal na bližajočega sovražnika in sprožil alarm. Med obleganji je bilo pomembno za opazovanje ospredja. Še posebej dobro ohranjen primer je Osterburg v Weidi: pod zidanim zvonikom na bergfridu je čuvajevo bivališče in tik pod zvonikom majhna, izvirna ploščad za stražarja skoraj 58 metrov nad tlemi.

### Dvignjena borbena ploščad
Sovražnik, ki je napadel grad na grebenu ali pobočni grad se je pogosto lahko postavil nad sam grad. Višina bergfrida je lahko, vsaj v nekaterih primerih, to pomanjkljivost nadomestila. Z dvignjeno borbeno ploščadjo nad pobočjem so bolje nadzorovali kot iz nižjih borbenih položajev. Poleg tega je bergfrid običajno služil tudi kot obrambni stolp. Primeri zelo visokih bergfridov so bili ali pa so tisti na gradu Rheinfels (54 m) in Osterburg (53 m). Dodatne pohodno obzidje je bilo zgrajeno na nižjih nadstropjih stolpa (npr. grad Bischofstein na Mozeli).

### Trdnjava in zapor
Trdna konstrukcija in nedostopen povišan vhod je bergfrid naredil relativno varen prostor v gradu. Tukaj so lahko shranili dragocenosti, tako da je stolp prevzel vlogo trdnjave.
Od zgodnje moderne dobe so bergfride uporabljali v veliki meri kot primeren kraj za pripor zapornikov. Zlasti jaškom podobne kleti na dnu stolpa so pogosto uporabljali kot obliko ječe imenovane temnica (francosko oubliette – pozabljen prostor), ki je dostopna samo skozi ozko odprtino v stropu. Vendar pa ta oblika kleti ni bila nujno namenjena za takšno uporabo, temveč je posledica inženirskega konstruiranja bergfrida. Debele stene, ki so se zgradile v bazi, so pustili le ozek, približno 4-8 metrov visok notranji prostor, ki je bil običajno prekrit z obokom in dostopen samo z vrati v stropu. Ta zasnova je bila tudi posledica dejstva, da se je povišan vhod v stolp, nahajal v zgornjem nadstropju. Dostop do temnice skozi loputo (v nemščini Angstloch ali »luknja strahu«) je bil skoraj vedno s pomočjo lestve ali vrvi z vitlom. Stopnice v zidu so redka izjema.
Klet na dnu stolpa so uporabljali na različne načine. V nekaterih primerih je bilo kot skladišče ali skladišče streliva, tako da je bilo včasih tukaj kup okroglih kamnov, za uporabo kot izstrelki med obleganjem. V nekaterih primerih je bil uporabljen kot cisterna, pogosto pa je prostor ostal neizkoriščen. Predpostavka da je bila klet uporabljena le kot ječa, je zavajajoča.

### Statusni simbol
Tako kot v prejšnjih bivalnih stolpih plemstva in drugih vrstah stolpov, je bergfrid prevzel pomembno reprezentančno funkcijo. Nekateri raziskovalci gradov poudarjajo njihovo vlogo statusnega simbola, čeprav iz srednjeveških virov tega ni mogoče dokazati. Simbolika stolpa ima veliko pomenov, ne nujno vsi od njih pozitivni. Ker so od srednjega veka posvetni vladarji in zlasti vitezi pogosto bili krščanske vere, raziskovalci predlagajo, da ima lahko bergfrid krščansko konotacijo kot simbol Marije, saj je Marija v litanijah Blažene Device Marije navedena kot »slonokoščeni stolp« in »Davidov stolp«. V primeru grajskih stolpov ta simbolika ni dovolj podprta z viri.
V sodobnih opisih gradu je glavni stolp pogosto naveden kot prvi, kot slikovna oznaka ali vizualna predstavitev je pogosto videti na grbih in pečatih, kjer simbolizira grad kot celoto. Bergfrid je s svojo statusno simboliko morda primerljiv s srednjeveškimi družinskimi stolpi v nekaterih severnih italijanskih in nemških mestih, katerih včasih bizarne višine ni mogoče razložiti v vojaškem smislu - poleg tega na primer, v Regensburgu ni bilo oboroženih konfliktov med mestnimi patricijskimi družinami, tako da je tu funkcija dominantna od začetka. Možen primer uporabe teh stolpov kot statusni simbol, so tako imenovani »masleni stolpi«, ko je bil stolpič ali kupola zgrajen na vrhu izvirnega stolpa, in nima nobene dodatne vojaške funkcije, gre le za povečanje višine za boljše opazovanje.
Pri prehodu iz poznega srednjega veka do današnjih dni, ko je zaradi razvoja strelnega orožja potekala revolucija vojaške tehnologije, je bergfrid postopoma izgubil svojo vojaško funkcijo, saj so bile vse visoke zgradbe posebej ranljive za obstreljevanje s topovi in eksplozivi .Tako so bili gradovi pretvorjeni v trdnjave novega tipa, bergfrid pa pogosto kar porušen ali razstavljen, kot na primer v trdnjavi Coburg ali Wildenstein.
Bergfrid je preživel do modernih časov, vendar je bil v nekaterih gradovih, kjer je obrambna funkcija izpadla in je bil grad pretvorjen v palačo, preimenovan v schloss. Pogosto je bergfrid tudij edini element v prvotni obliki iz starega srednjeveškega gradu, ki ga nato štejejo kot dokaz o svoji vlogi simbola moči. 

### Zatočišče
Novejše raziskave gradov, še posebej skupina okoli bavarskega srednjeveškega arheologa, Joachima Zeuneja, je postavila v dvom funkcijo glavnega bergfrida kot zatočišča v primeru obleganja. V podporo tej tezi, je splošno pomanjkanje ustreznih najdb in tradicij. Povišan vhod pravijo, da ima bolj simboličen in psihološki pomen.
Kritiki zavračajo ta pogled, češ da teorija ne upošteva visokega srednjeveškega fevdalnega reda in sistem prisege zvestobe. To bi preprosto prenesli v metodologijo Güntherja Bandmanna za posvetno arhitekturo.
Številni gradovi so bili fevdi, ki so bili v lasti močnega fevdalca ali knezoškofa. Knežja ozemlja v tistem času so bila zaščitena z gosto mrežo malih in srednje velikih utrdb, ki je bila dopolnjena z utrjenimi posestvi vazalov. V primeru napada bi se lahko branilci v celoti zanašali na podporo svojim gospodom podrejenim in sorodnim vitezom. Nasprotno bi se vladar seveda zanašal na podporo svojih vazalov.
Kleti v bergfridih so pogosto zgrajene več metrov v zemlji. Porušitev torej ni bila velika grožnja. Požig je bil tudi zelo težko izvedljiv zaradi njihove kamnite konstrukcije in le nekaj svetlobnih odprtin, ki so se lahko hitro zaprle, da bi se preprečil dostop zraka. Konservativni zgodovinar zato vidi bergfrid kot sredstvo za pasivno obrambo, kot zatočišče za nekaj dni do prispetja pomoči. Glavni cilj je bil preprečiti, da bi ga napadalec podrl. Zahvaljujoč svoji trdni gradnji so se mnogi bergfridi celo izognili kasnejšim poskusom rušenja s strani podeželskega prebivalstva, ki je želel pridobiti gradbeni material iz zapuščenih gradov in ga ponovno uporabiti.
Napad na tako utrjeno mesto v času aktivnega fevdalnega sistema je bil skoraj brezupen. Veliko manj tvegano je bilo preprosto plenjenje kmetij in mlinov. Veliko število srednjeevropskih gradov niso v srednjem veku nikoli resno napadli. Zato ni veliko dokazov o umiku v bergfrid. Stavba je že sama izpolnila svojo odvračilno funkcijo.
Bergfridi iz 12. in 13. stoletja so bili prvotno obdani le z enostavnimi obzidjem. Spremljajoči stolpi in cvingerji so bili dodani v kasnejših fazah. Veliko gospodarskih poslopij je bilo iz lesa ali so bila pollesena, kamnita stanovanja po navadi niso bila utrjena. V srednjem veku je bil v primeru obleganja ogromen bergfrid gotovo najvarnejša stavba, v kateri so v času spopadov ženske, starejši in otroci lahko našli zatočišče.
V kasnejših širitvah so bili dodatni stolpi pogosto oblikovani kot lupine. Njihove zadnje strani so bile odprte, tako da napadalcem niso nudile odpora. Takšni polkrožni ali pravokotni stolpi so preživeli ob številnih gradovih in utrdbah.To še dodatno dokazuje, da se gradovi niso vdali niti po tem, ko je bilo obzidje prebito.
Največji glavni stolp srednjeveškega evropskega gradu, mogočni donžon francoskega Château de Coucy, je bil še v času prve svetovne vojne obravnavan kot grožnja. Nemško poveljstvo je imelo približno 50 metrov visok stolp v posesti do 27. marca 1917 z namenom, da bi prekinili linijo umika francoskih vojakov.
Kasneje in po srednjeveškem obdobju so se pojavili novi gradovi katerih glavni stolpi zagotovo nikoli niso bili mišljeni kot pribežališča. Na primer, v letu 1418 je imel Frederick Freyberg enega zadnjih velikih novih gradov nemškega srednjega veka, zgrajenega od  prednikov gradu Eisenberg v Allgäu. Hohenfreyberg je nastal v slogu Hohenstaufen gradu na hribu, ki ne more biti brez bergfrida. Danes sta razvalini edne od najpomembnejših grajskih skupin v srednji Evropi.

### Bergfrid v času obleganja
Napadi na srednjeveške gradove v srednji Evropi običajno ni bili izvajani kot obleganje velike vojske. Pogosto je le dvajset do sto moških blokiralo vhode v grad in demoraliziralo njihove prebivalce z občasnimi napadi. Na dvorišče so metali živalska trupla ali umazanijo. Prebivalce je bilo potrebno le sestradati. Kmetje iz območja so skrivali svoje žito v zemljankah in vozili živino v gozd.
Posadke v obleganem gradu so bile običajno sestavljene iz le nekaj moških. Če je bilo predvideno obleganje, so jo podvojili ali potrojili. V izrednih razmerahso se zatekli v glavni stolp. Grad je bil obravnavan da je osvojen, ko je padel bergfrid. To je lahko trajalo nekaj tednov.

### Fortificirana kašča in trnjavska cerkev
Podobno funkcijo bergfrida kot zatočišče, je imela utrjena kašča v rahlo utrjenih kmetijah  nižjega plemstva, kot tudi kamnite cerkvene fiale v vasi in trdnjavske cerkve.
Prebivalstvo na vasi je v primeru vojne najbolj trpelo, tako da je bila skoraj vsaka velika vas rahlo utrjena. Ni redko, da je bila vaška cerkev razvita v trdnjavsko cerkev. Masiven zvonik - ali pa celotna zgradba - je prevzel funkcijo bergfrida, v katerem so prebivalci našli zavetišče če je to potrebno za kratek čas. Pogosto se je napadalec po kratkem času spet umaknil, tako da aktivna obramba ni bila potrebna. Večina primerov takšnih utrjenih stolpov kašč se je ohranila v Vestfaliji v Nemčiji.